# Cadence de prise de vues
Pour les articles homonymes, voir Cadence.
La cadence de prise de vues est, depuis l’avènement du procédé optique Photophone de cinéma sonore à partir de 1927, de 24 images par seconde, alors que la vitesse standardisée était auparavant de 16 images par seconde. Cette augmentation de la vitesse de défilement de la pellicule vise à obtenir un meilleur rendement dans la reproduction du spectre sonore, à raison de 45,6 cm à la seconde, soit 27,36 mètres à la minute ou 1,64 kilomètre à l’heure. 
- Une prise de vues effectuée à une cadence inférieure (en anglais : underkranking) donne au spectateur une impression d'accélération des mouvements (accéléré. Filmée à 8 images par seconde, une scène paraîtra à la projection trois fois plus rapide que dans la réalité.
- Une prise de vues effectuée à une cadence supérieure (en anglais : overkranking) donne au spectateur une impression de ralentissement des mouvements (ralenti). Filmée à 48 images par seconde, une scène paraîtra à la projection deux fois plus lente que dans la réalité. (voir Caméra Gaumont Grande vitesse)

## Utilisations artistiques des cadences de prise de vues

### Ralenti
Le ralenti traduit généralement une émotion que le réalisateur veut communiquer à son futur public :
- Il permet d’étirer dans le temps un geste et de lui donner une majesté ou une force qu’il n’a pas dans la réalité. « En 1969, dans La Horde sauvage, Sam Peckinpah sort le ralenti de son ghetto des effets poétiques en l’utilisant dans une abominable scène de massacre qui provoque à l’époque une sorte de fascination mortifère des spectateurs. Le ralenti devient alors indispensable dans les films d’action pour accentuer la violence et la rendre insupportable[1]. »

- Il permet aussi une description renforcée des détails d’exécution de ce geste. En 1970, le réalisateur français Claude Sautet décrit dans Les Choses de la vie un accident de voiture, filmé avec un ralenti de trois fois, vu à l’intérieur de l’habitacle, où le personnage de Pierre (Michel Piccoli) est montré subissant les tonneaux meurtriers qu’effectue sa voiture, au milieu d’objets divers (poussière, crayons) que le renversement disperse autour de lui. L’accident est aussitôt remontré à vitesse normale, vu de l’extérieur, et souligne la tragédie d’une vie qui bascule en une fraction de seconde dans un coma dont le malheureux ne sortira pas.

- Il peut décrire un pic d’attention dû à une forte montée d’adrénaline chez un personnage menacé par un danger immédiat. « Dans Il était une fois dans l’Ouest, quand le passé commun d’Harmonica le taciturne, au regard énigmatique, et de Frank le cruel, au regard bleu ciel infernal, surgit en flash back juste avant leur duel au pistolet. Harmonica se revoit enfant alors que Frank, par un jeu sadique, a juché sur ses faibles épaules son frère aîné, la corde au cou. Le temps du deuil impossible qui semble suspendre les gestes d’Harmonica pendant tout le film est dilaté dans un plan au ralenti où le jeune garçon cède finalement sous le poids de son frère et s’effondre dans la poussière. Tout de suite après, le temps de la vengeance arrive, Harmonica dégaine en une fraction de seconde, devançant Frank qui paye alors pour son crime[2] ».

- Il peut au contraire illustrer un ralentissement des fonctions vitales chez un individu ivre, drogué ou frappé à mort. Dans Le Seigneur des anneaux : La Communauté de l'anneau, la mort du personnage de Boromir (Sean Bean) est traitée au ralenti, traduisant son impuissance devant sa destruction, qu’il avait déjà commencée lui-même en quémandant l’anneau auprès de son porteur légitime, Frodon Sacquet (Elijah Wood).

- De même, il peut donner l’impression que le temps réel est perturbé par un évènement extraordinaire.

### Accéléré
- L’accéléré permet d’augmenter la vitesse d’exécution d’un geste. Cet effet spécial est visible en cinéma argentique car il est accompagné d’une impression de saccades due justement au ralentissement de la cadence de prise de vues et à la séparation temporelle réelle plus importante entre chaque photogramme pris. Grâce à l’informatique, il peut maintenant être porté à sa perfection. Les scènes de bataille ont recours à cet effet pour des raisons de sécurité (l’action réelle est menée plus lentement). L’accéléré est utilisé par les scientifiques pour observer un phénomène particulièrement lent, par exemple la germination d’une plante.
- Il produit un effet comique irrésistible et voulu en transformant le personnage en mécanique folle. Cet effet est abondamment utilisé dans le cinéma comique français, par exemple dans les films de Claude Zidi. Les comédiens Philippe Noiret et Vittorio Caprioli se prêtent à cet effet dans des scènes burlesques de Zazie dans le métro, réalisé par Louis Malle en 1960.
- Il crée une ellipse dans le récit. Cette utilisation particulière l’est surtout dans les documentaires et prend alors l’appellation plus ronflante de Time-lapse. Les nuages qui courent dans des ciels d’orage, le soleil qui se couche rapidement dans un flamboiement magnifique, la pluie qui regonfle la mare en quelques secondes, le nid qui est construit en un temps record, etc.

### Image par image, cadence de l'animation sur pellicule photosensible
Les cadences citées ci-dessus, sont des vitesses de prise de vues en continu. Lors d’un time-lapse, l’appareil de prise de vues est réglé pour enregistrer les photogrammes, par exemple à raison d’un seul tous les quarts d’heure, ceci au moyen d’un intervallomètre réglable qui déclenche automatiquement l’appareil pendant toute la durée prévue du plan. Cette technique se confond aujourd’hui avec la photographie, les appareils utilisés pour les time-lapses sont d’ailleurs le plus souvent des appareils photo.
L’animation est basée aussi sur l’adoption d’une cadence de prise de vues très lente, mais irrégulière, spécifique aux techniques diverses de l’animation : l’image par image. Dans cette technique, la cadence n’est plus enregistrée en continu grâce à un minuteur robot, c’est un artéfact commandé pour chaque photogramme par l’opérateur. En effet, elle dépend de l’habileté du technicien chargé de filmer les uns après les autres les cells où figurent les personnages dessinés ou peints des dessins animés, ou de celle des animateurs qui manipulent les objets ou les marionnettes des films en animation en volume ou en animation de pâte à modeler ou en animation de silhouettes. Le temps de préparation au banc d’animation varie en fonction du nombre de cellulos qui doivent être empilés sur les tenons, à raison de 24 dessins pour chaque seconde du film terminé. On place sous la caméra les cells d’une image, on prend un photogramme, on enlève les cells, on met les cells de l’image suivante, on prend un autre photogramme, on enlève… on remet… on prend un photogramme… ad libitum. Le nombre de cellos à prendre (avec des gants pour éviter toute trace de doigts !) n’est pas le même pour chaque plan, et l'espacement des prises de vues n’est donc pas le même. Les films de marionnettes ont une cadence de prise de vues encore plus irrégulière, selon qu’il s’agit de modifier la position de un ou plusieurs personnages, et des éléments mobiles du décor et des accessoires, dans les plans prévus par le réalisateur ou la réalisatrice. De même, la cadence de prise de vues de la pixilation est celle de l’image par image, irrégulière, non continue, en fonction des difficultés particulières de ce type d’animation. Entre chaque photogramme, une table ou une auto à déplacer petit à petit, est une opération plus lente que celle d’un personnage humain qui se meut par lui-même entre chaque prise de vues.